# Ґ'яна
Джна́на, інколи ґ'я́на або джня́на (санскр. ज्ञान, jñāna IAST) — санскритський термін, що означає «знання».
В філософії індуїзму зазвичай використовується для вказівки на «справжнє знання», але цим терміном частіше позначаються емпіричні, набуті досвідом, знання. У моністичних напрямах індуїзму, таких як адвайта-веданта, джняна описується як усвідомлення єдності індивіда, або в санскритській термінології атмана, з безособовим аспектом Абсолютної Істини — Брахманом. Часто в індійській філософії для цього використовується термін «атма-джнана», який зазвичай перекладають як «самоусвідомлення».
Джнана-шакті в езотеричній літературі описується як «сила розуму, справжня мудрість або знання».
Ґ'яна-йоґа — один зі шляхів до Мокші (звільнення) в індійській філософії. Інші основні шляхи це бгакті-йога та карма-йоґа. Опису основних видів йоґи приділяється багато уваги в «Бгаґавад-ґіті», де Крішна оголошує шлях бгакті як найбільш піднесений, що перевершує джнану й карму; шлях, заради якого всі системи йоґи і всі види дгарми повинні бути відкинуті.